# Jim Green
Jim Green (25. května 1943, Birmingham – 28. února 2012, Vancouver) byl regionální politik a pomocný profesor z kanadského Vancouveru. Narodil se v Alabamě a do Kanady odešel, aby se vyhnul válce ve Vietnamu.
V roce 2002 byl zvolen do vancouverské městské rady za COPE a poté, co z ní tehdejší starosta Larry Campbell a Raymond Louie vystoupili a založili novou stranu, za Vision Vancouver. Za ní v roce 2005 neúspěšně kandidoval na starostu, prohrál volby a starostou se stal Sam Sullivan.
Green pracoval jako pomocný profesor antropologie na Univerzitě Britské Kolumbie. Také spoluzakládal univerzitní Urban Field School.